# Jüdischer Friedhof (Gevelsberg)
Der Jüdische Friedhof Gevelsberg ist ein Begräbnisplatz der Juden in  der Stadt Gevelsberg im Ennepe-Ruhr-Kreis, Nordrhein-Westfalen.
Der jüdische Friedhof besteht aus einem Gräberfeld auf dem Waldfriedhof an der Waldstraße in der Nähe der Friedhofskapelle. Der Friedhof wurde erst seit den 1920er Jahren belegt. Vorher erfolgten die Beisetzungen wahrscheinlich auf dem Schwelmer Friedhof.
Es sind vier Grabstätten für die Familien Weinberg und Rosenthal vorhanden. Die Grabsteine (Mazewot) wurden in der Werkstatt des Düsseldorfer Bildhauers Leopold Fleischhacker gefertigt.